# P/B Dubrovnik
P/B Dubrovnik je bio hrvatski putničko-teretni parobrod velike obalne plovidbe. Među prvim je brodovima nabavljenim u Hrvatskoj pri organiziranju parobrodarstva.

## Povijest
Kratko je trajao uzlet jedrenjačke pomorske trgovine u 19. stoljeću. Parni stroj pokazao se rentabilnijim od jedrenjaka. Dubrovački gospodarstvenici prvi su se u Hrvata uspješno organizirali u parobrodarstvu. 1880. godine nabavili nabavili su brod Dubrovnik i osnovali nekoliko dioničarskih parobrodarskih društava, koja su do Prvog svjetskog rata posjedovala 38 teretnih parobroda građenih domaćim kapitalom uglavnom u engleskim brodogradilištima.
U Prvome svjetskom ratu bio je vlasništvo Dubrovačke plovidbe i obavljao je malu obalnu plovidbu. Početkom svibnja 1916. godine dok je plovio od Splita ka Dubrovniku torpedirala ga je francuska podmornica kod Sućurja. Poginuli su svi putnici i članovi posade, 12 ili 18 ljudi, izvori se razlikuju.
Model broda je izložen u Pomorskom muzeju u Dubrovniku.

## Zaštita
Ostatci potopljenog parobroda danas su kao arheološka baština zaštićeno kulturno dobro Republike Hrvatske.